# Floreria Apostolica Vaticana
La Floreria Apostolica Vaticana è un organo della Santa Sede e si occupa di una molteplicità di attività istituzionali.
Ha come compito principale la preparazione logistica delle udienze e delle cerimonie all'interno della basilica vaticana, in piazza San Pietro, nonché all'interno delle basiliche papali romane, nell'Aula Paolo VI ed anche di tutte le udienze che si svolgono all'interno del Palazzo Apostolico.
Secondariamente si occupa dell'arredamento e della manutenzione ordinaria. La Floreria è dotata anche di tre laboratori per le attività di restauro del mobilio e delle tappezzerie. Un laboratorio di ebanisteria e di restauro per i mobili e un laboratorio di doratura. Esiste un reparto degli allestitori.